# بيتسي جونسون
بيتسي جونسون (بالإنجليزية: Betsey Johnson)‏ وهي مصممة أزياء أمريكية ولدت في يوم 10 أغسطس 1942 في بلدة ويثرسفايلد في ولاية كونيتيكت في الولايات المتحدة تزوجت مرة واحدة من المغني الويلزي جون كيل وتطلقت منه خلال أقل من سنة في 1969.

## روابط خارجية
- بيتسي جونسون على موقع IMDb (الإنجليزية)
- بيتسي جونسون على موقع قاعدة بيانات الفيلم (الإنجليزية)